# Juliana Didone
Juliana Didone Nascimento (Porto Alegre, 11 de outubro de 1984) é uma atriz e modelo brasileira.

## Biografia
Sua primeira experiência profissional foi atuando no curta metragem Fora de Controle, em que interpretou a pré-adolescente Mariana. A história se baseava no cotidiano de uma família e seu comportamento perante a televisão. Depois, aos 12 anos, encenou a peça Caçadores de Aventuras, no papel da jovem Cléo, que vê seu pai adoecer e precisa enfrentar vários desafios na tentativa de salvá-lo, com isso aprendendo várias lições de vida, entre elas, o desapego a coisas materiais. Nessa mesma época, iniciou a carreira de modelo. Aos 14 anos, já morava sozinha e chegou a viver por sete meses em Tóquio, Japão. No seu retorno ao Brasil, morou em São Paulo, onde continuou a trabalhar como modelo e também fez os primeiros cursos de TV e Cinema.
Em 2002, após ser reprovada em um teste para a série adolescente Malhação, foi escalada para interpretar a modelo Tati da novela Desejos de Mulher. Um trabalho que se aproximava bastante de sua história de vida, pois, assim como sua personagem, Juliana também já foi quase anorexa, chegando a pesar até 10 quilos abaixo do normal. Em entrevista, confessou já ter sentido preconceito por ser uma ex-modelo aspirante a atriz. Também conta que sobre esse assunto conversou bastante e recebeu muitos conselhos da também atriz e ex-modelo Silvia Pfeifer, que também atuou em Desejos de Mulher. Posteriormente, fez o curso de atores de Daniel Herz, na Casa de Cultura Laura Alvim, no Rio de Janeiro.
Em 2004, ganhou sua primeira protagonista na série adolescente Malhação. A temporada foi a maior audiência de toda a história da atração, chegando a alcançar picos acima dos 40 pontos, e, uma média geral de 32 pontos. Permaneceu nas telinhas como a estudante do ginásio, Letícia, por duas temporadas.
Após viver a mesma personagem por dois anos consecutivos, participou da releitura de O Profeta, em que viveu Baby, uma adolescente da década de 1950 que engravida do namorado. Em seguida, participou da novela Paraíso Tropical como Fernanda, uma jovem determinada e ousada, que chegava à trama já com uma boa frente de capítulos, somente para atrapalhar o romance de Fred, seu meio-irmão, e, Camila. 
No ano seguinte, participou da novela Negócio da China. Na trama, reviveu seus tempos de modelo no papel de Maria Celeste. Sua personagem despontava em um triângulo amoroso também composto pelos personagens de Thiago Fragoso e Fernanda de Freitas. Fez também uma participação em Passione, como a jovem estudante Lia, e em 2011 interpretou Brigítte, uma das personagens principais de Aquele Beijo, novela também de Miguel Falabella, seu último trabalho na Rede Globo.
Em 2013, assinou contrato com a Rede Record para fazer Pecado Mortal, a primeira novela do autor Carlos Lombardi na emissora. Após o término de Pecado Mortal, assinou contrato de 5 anos com a Rede Record, permanecendo na emissora até 2019.  Em 2014, grava a série da HBO, O Hipnotizador, no papel de Lívia, uma hipnotizadora de cobras.. Em 2015 interpretou a sofrida Leila em Os Dez Mandamentos (novela), maior sucesso da Record TV. Com o sucesso da novela, foi feita uma segunda temporada e Juliana ganhou mais destaque com sua personagem; tornando Leila, a co-protagonista da história. Em 2017 viveu a protagonista Brione na novela medieval Belaventura.
No final de 2018, Juliana é reservada para a novela Topíssima de Cristianne Fridman onde interpretará a vigarista Yasmin, a principal vilã da novela. A novela estreou em 2019.

## Filmografia

### Televisão
| Ano     | Título                         | Personagem                            | Nota                                     |
| ------- | ------------------------------ | ------------------------------------- | ---------------------------------------- |
| 2002    | Desejos de Mulher              | Tatiana Uzi (Tati)                    |                                          |
| 2003    | Mulheres Apaixonadas           | Luísa                                 |                                          |
| 2004–05 | Malhação                       | Letícia Gomes da Silva                | Temporadas 11–12                         |
| 2006    | Dança dos Famosos              | Participante                          |                                          |
| 2006    | O Profeta                      | Bárbara de Oliveira (Baby)            |                                          |
| 2007    | Paraíso Tropical               | Fernanda Navarro                      |                                          |
| 2008    | Casos e Acasos                 | Bianca                                | Episódio: "O Carro, o E-mail e o Rapper" |
| 2008    | Negócio da China               | Maria Celeste Moreira de La Riva      |                                          |
| 2009    | Superbonita                    | Apresentadora especial                | Episódio: "9 de outubro"                 |
| 2009    | Xuxa Especial de Natal         | Pastorinha encantada                  | Especial de fim de ano                   |
| 2010    | Passione                       | Lia                                   |                                          |
| 2011    | Aquele Beijo                   | Brigitte Almeida                      |                                          |
| 2013    | Surtadas na Yoga               | Leda                                  |                                          |
| 2013    | Pecado Mortal                  | Leila Vergueiro                       |                                          |
| 2013    | Pecado Mortal                  | Maria Clara Vergueiro                 |                                          |
| 2014    | Manual Prático da Melhor Idade | Sofia                                 | Especial de fim de ano                   |
| 2015    | As Canalhas                    | Tatiana                               | Episódio: "Tatiana"                      |
| 2015    | O Hipnotizador                 | Lívia                                 |                                          |
| 2015-16 | Os Dez Mandamentos             | Leila Assyr                           |                                          |
| 2017    | Belaventura                    | Princesa Brione de Alencastro Bourbon |                                          |
| 2019    | Topíssima                      | Yasmin Barros                         |                                          |
| 2021    | Super Dança dos Famosos        | Participante                          |                                          |
| 2022    | Bom Dia, Verônica              | Mônica                                | Temporada 2                              |
| 2024    | O Som e a Sílaba               | Selma Leighton                        | [ 35 ]                                   |
| 2025    | A Vida de Jó                   | Raquel                                |                                          |

### Cinema
| Ano  | Título                                 | Papel          |
| ---- | -------------------------------------- | -------------- |
| 2013 | Colegas                                | Patrícia       |
| 2013 | Meu Passado Me Condena                 | Laura          |
| 2013 | Memória Tangerina: Mulheres Legendadas | Juliana        |
| 2015 | Superpai                               | Patrícia Ellen |
| 2016 | Os Dez Mandamentos O Filme             | Leila          |
| 2017 | Talvez uma História de Amor            | Melissa        |
| 2022 | O Amor Dá Voltas                       | Beta           |
| 2023 | Os Aventureiros - A Origem             | Megan          |

## Teatro
| Ano  | Título                 | Papel  |
| ---- | ---------------------- | ------ |
| 1997 | Caçadores de Aventuras | Cléo   |
| 2004 | Beijos de Verão        | Clara  |
| 2012 | Decote                 | [ 41 ] |

## Vida pessoal
Em 2013 Juliana Didone se casa com Flávio Rossi. Em 22 de abril de 2018 ela dá luz a sua primeira filha chamada Liz. Em maio de 2019 anunciou que seu casamento chegou ao fim após 6 anos.